# Jane Hamilton Hall
Pour les articles homonymes, voir Hamilton et Hall.
Jane Hamilton Hall (23 juin 1915 - novembre 1981) est une physicienne américaine. Pendant la Seconde Guerre mondiale, elle travaille sur le projet Manhattan puis au Laboratoire national de Los Alamos, où elle supervise la construction et le démarrage du réacteur nucléaire de Clementine. Elle devient directrice adjointe du laboratoire en 1958. Elle est secrétaire du Comité consultatif général de la Commission de l'énergie atomique de 1956 à 1959 et membre du comité de 1966 à 1972. 

## Jeunesse et formation
Jane Hamilton naît à Denver (Colorado), le 23 juin 1915. Elle entre à l'Université de Chicago, où elle obtient son baccalauréat ès sciences (BS) en 1937, sa maîtrise ès sciences (MS) en 1938 et son doctorat (Ph.D.) en physique en 1942, écrivant sa thèse sur « la diffusion en température des rayons X par les cristaux de chlorure de potassium et de bromure de potassium ». Là, elle rencontre et épouse David Hall, un autre étudiant en physique, en 1939. Ils ont deux enfants, Malcolm et Linda. Elle est membre d'Alpha Gamma Delta, une fraternité internationale de femmes.  

## Carrière
Après avoir enseigné pendant une année à l'Université de Denver, le couple rejoint le Metallurgical Laboratory du Projet Manhattan pour participer au développement d'une arme nucléaire pendant la seconde guerre mondiale. Les règles contre le népotisme ne leur permettent pas de travailler ensemble. Pendant que David travaille sur le design du réacteur, Hall est assignée à l'équipe de radioprotection d'Herbert Parker dont elle devient rapidement chef de la section des Etudes Spéciales. Elle se consacre à la sûreté des réacteurs et aux dangers de l'inhalation de plutonium.  
Hall est détachée chez DuPont, où elle devient superviseur principale au Complexe nucléaire de Hanford. Le couple s'y installe au milieu de 1944 et y supervise la construction du réacteur B, suivi des réacteurs D et F. En octobre 1945, Enrico Fermi demande à Hall de le rejoindre au Laboratoire National d'Argonne en tant que physicien associé. 
Finalement, en novembre 1945, Jane et David acceptent des postes au laboratoire Los Alamos qui se vide après la guerre, les scientifiques repartant vers leurs universités et laboratoires d'origine. Ils sont chargés de superviser la construction et la mise en service du réacteur nucléaire de Clémentine, le premier réacteur à neutrons rapides au monde (alimenté par du plutonium et utilisant un liquide de refroidissement métallique, le mercure). Il atteint la criticité en 1946 et sera utilisé pour des expériences scientifiques jusqu'en 1953, date à laquelle il est démantelé.    
Hall s'intéresse au développement de réacteurs nucléaires mais également à la cristallographie aux rayons X et à la physique des neutrons et des rayonnements cosmiques.  En 1951, elle informe Robert Oppenheimer des résultats du troisième essai nucléaire de l'opération Greenhouse, nommé George, dans lequel le rendement d'une bombe atomique a été "augmenté" par l'ajout d'une petite capsule contenant moins de 1 once (28 grammes)  de deutérium et de tritium mais qui ont néanmoins augmenté le rendement de 25 kilotonnes de TNT (100 TJ). 
En 1958, elle devient directeur associé du Laboratoire national de Los Alamos. Cette année-là, elle est déléguée américaine à la conférence Atoms for Peace à Genève. Elle est secrétaire du Comité consultatif général (GAC) de la Commission de l'énergie atomique (AEC) de 1956 à 1959 et membre du GAC de 1966 à 1972. Lorsque le président Lyndon Johnson la nomme en 1966, elle est devient la première femme à siéger au GAC. Elle est également membre du comité consultatif de l'AEC sur les Matériaux et Protections Nucléaires de 1967 à 1972.  
Elle prend sa retraite en 1970. En octobre de la même année, le président de l'AEC, Glenn Seaborg, lui remet la Citation et la Médaille d'or de la Commission de l'énergie atomique. 
Elle décède en novembre 1981. 